# Henry Wingo
Henry Wingo (ur. 4 października 1995 w Seattle) – amerykański piłkarz występujący na pozycji obrońcy w kanadyjskim klubie Toronto FC.

## Sukcesy

### Klubowe
Seattle Sounders
- Mistrz Stanów Zjednoczonych: 2019

Molde FK
- Mistrz Norwegii: 2019
- Wicemistrz Norwegii: 2020

Ferencvárosi TC
- Mistrz Węgier: 2020/2021